# Ante Čović
Ante Čović (13 de Junho, 1975) é um ex-futebolista australiano que atua como goleiro. 
Čović  fez parte do elenco da seleção australiana convocada para a Copa do Mundo de 2006.

## Carreira
Čović atuou ao longo da carreira em diversos times da Austrália e na Europa atuou na Grécia e Dinamarca.